# Kubanische Fußballnationalmannschaft
Die kubanische Fußballnationalmannschaft ist das von der Asociación de Fútbol de Cuba zusammengestellte Auswahlteam der besten Fußballspieler des karibischen Inselstaates Kuba. Kuba war die erste Mannschaft der Karibik, die sich für eine Weltmeisterschaft qualifizieren konnte.

## Geschichte
Bei der Endrunde der Fußball-Weltmeisterschaft 1938 in Frankreich schlug das kubanische Team Rumänien in einem Wiederholungsspiel mit 2:1, nachdem das erste Spiel der beiden Mannschaften 3:3 unentschieden endete, und zog somit ins Viertelfinale ein. Hier unterlag man Schweden deutlich mit 0:8. Nach der Teilnahme 1938 konnte sich Kuba nicht mehr für eine Weltmeisterschaft qualifizieren.
Die neben dem Erreichen des Viertelfinales bei der Fußball-Weltmeisterschaft 1938 größten Erfolge feierte Kuba mit den zweiten Plätzen bei den Karibikmeisterschaften 1996, 1999 und 2005, sowie mit dem Einzug ins Viertelfinale des CONCACAF Gold Cup im Jahr 2003.
In der Saison 1999/00 verpflichtete der Bonner SC 15 kubanische Nationalspieler. Die Spieler waren schon eingetroffen, aber aufgrund von Schwierigkeiten bezüglich der Arbeitsgenehmigung und Spielberechtigung scheiterte der Coup.
Im Januar 2008 verpflichtete der kubanische Verband den Deutschen Reinhold Fanz als Trainer für die Aufgabe, die Mannschaft für die WM zu qualifizieren.
In den Monaten Juli und August 2008 befand sich die kubanische Nationalmannschaft für ein Trainingslager in Deutschland. Hier spielten sie unter anderem auch gegen die Mannschaft des Regionalligisten SV Waldhof Mannheim, welchem Kuba mit 3:1 (0:0) unterlag. Ebenso unterlagen sie dem Zweitligisten FC St. Pauli im Millerntorstadion mit 0:7 (0:2). Am 21. Mai 2008 unterlagen sie in Tittmoning dem Drittligisten Wacker Burghausen mit 2:1.
Am 14. Oktober 2008 gab der kubanische Fußballverband bekannt, Fanz werde nur noch beratend tätig sein. Sein Nachfolger als Cheftrainer wurde Raúl González Triana.
Nachdem im Herbst 2012 zum wiederholten Mal kubanische Spieler im nordamerikanischen Ausland ausgetragene Qualifikationsspiele der Nationalmannschaft zur Flucht genutzt hatten, kündigte FIFA-Präsident Sepp Blatter an, mit den kubanischen Verantwortlichen über dieses Phänomen reden zu wollen, da die Wettbewerbsfähigkeit der häufig mit dezimiertem Kader antretenden Auswahl in Frage stehe. Er wolle den kubanischen Verband persönlich auffordern, die Problematik an die zuständigen Regierungsstellen des Landes heranzutragen. Im April 2013 kam es dann zu Blatters Besuch auf Kuba, wobei das Thema in Gesprächen mit den leitenden Vertretern des Fußballverbands sowie des übergeordneten staatlichen Sportinstituts INDER erörtert wurde. Beim Qualifikationsturnier für die Olympischen Spiele hatte sich im März 2012 in den USA ein kubanischer Spieler vom Team abgesetzt, im Oktober 2012 in Kanada taten dies vier weitere. Des Fluchtwillens verdächtigte Auswahlsportler wurden von den kubanischen Behörden in der Vergangenheit wiederholt nicht zu Auslandsreisen zugelassen.
Nach einem Freundschaftsspiel im jamaikanischen Montego Bay kam es im März 2015 zur Verhaftung von drei Mitgliedern der Nationalmannschaft unter Tatverdacht der Vergewaltigung einer US-amerikanischen Touristin in ihrem Hotel. Nach einwöchiger Untersuchungshaft wurden sie zunächst auf freien Fuß gesetzt und konnten nach Kuba zurückkehren. Vier Nationalspieler wurden darauf von den kubanischen Sportbehörden wegen nicht spezifizierter „schwerer und unverzeihlicher Undiszipliniertheiten“ für die Dauer von zwei Jahren von sämtlichen sportlichen Aktivitäten ausgeschlossen. Im Mai 2015 verlor in diesem Zusammenhang Nationaltrainer Walter Benítez seinen Posten an Raúl González Triana, seinen unmittelbaren Vorgänger bis November 2012.
Ebenfalls im Mai 2015 sprach der Kontinentalverband CONCACAF eine Sperre von fünf Spielen sowie eine Geldstrafe gegen González Triana aus. Er wurde des „rassistischen Verhaltens“ gegenüber einem Schiedsrichter für schuldig befunden. Der bestrafte Vorfall hatte sich während eines Spiels bei den Zentralamerika- und Karibikspielen im November 2014 im mexikanischen Veracruz ereignet, als Triana die kubanische U-21-Auswahl betreute.

## Turniere

### Olympische Spiele
| 1900 bis 1964        | nicht teilgenommen                                      |
| 1968 in Mexiko-Stadt | nicht qualifiziert                                      |
| 1972 in München      | nicht teilgenommen                                      |
| 1976 in Montreal     | Vorrunde                                                |
| 1980 in Moskau       | Viertelfinale (qualifiziert als Nachrücker für die USA) |
| 1984 in Los Angeles  | nicht qualifiziert                                      |

Nach 1984 hat die A-Nationalmannschaft nicht mehr an den Olympischen Spielen und den Qualifikationsspielen dazu teilgenommen. Eine Olympiamannschaft konnte sich bisher nicht qualifizieren.

### Weltmeisterschaft
- 1930 – nicht teilgenommen
- 1934 – In der Qualifikation zur WM 1934 in Italien traf man in der 1. Runde auf Haiti und konnte sich nach 3 Spielen mit 2 Siegen und einem Unentschieden durchsetzen. In der 2. Runde musste man sich nach 3 Niederlagen Mexiko geschlagen geben.
- 1938 – Im Jahr 1938 gelang die bisher einzige Qualifikation zu einer Weltmeisterschaft, da sich alle anderen nordamerikanischen Mannschaften aus der Qualifikation zur WM in Frankreich zurückzogen. Im Achtelfinale traf man auf Rumänien und erzielte nach einem 2:2 nach regulärer Spielzeit, ein 3:3 nach Verlängerung. Das Wiederholungsspiel konnte man mit 2:1 für sich entscheiden. Im Viertelfinale verlor man jedoch mit 0:8 gegen Schweden, was bis heute Kubas höchste Länderspielniederlage darstellt.
- 1950 – In der Qualifikation zur WM 1950 in Brasilien musste man gegen Mexiko und die USA spielen. Nach nur einem Unentschieden aus 4 Spielen verpasste man als Gruppenletzter die Qualifikation.
- 1954 – Die Anmeldung zur Qualifikation zur WM 1954 in der Schweiz wurde zu spät eingereicht und deshalb von der FIFA nicht zugelassen.
- 1958 und 1962 – nicht teilgenommen
- 1966 – In der Qualifikation zur WM 1966 in England spielte in der Vorrunde in der Gruppe 1 gegen Jamaika und die niederländischen Antillen. Nach einem Sieg und einem Unentschieden aus 4 Spielen schied man als Gruppenletzter aus.
- 1970 – Die Anmeldung zur Qualifikation zur WM 1970 in Mexiko wurde von der FIFA abgelehnt.
- 1974 – nicht teilgenommen
- 1978 – In der Qualifikation zur WM 1978 in Argentinien traf man in der Karibikzone der 1. Runde in der Gruppe B auf Jamaika und konnte sich dank einem 3:1 und 2:0 für die 2. Runde qualifizieren. Dort schied man nach 2 Unentschieden und einer 0:2-Niederlage gegen Haiti aus.
- 1982 – In der Qualifikation zur WM 1982 in Spanien traf man in der Karibikzone der Gruppe A auf Suriname und Guyana. Mit 3 Siegen und einem Unentschieden konnte man sich als Gruppenerster für das Final-Turnier qualifizieren. Dort spielte man gegen Honduras, El Salvador, Mexiko, Kanada und Haiti. Nach 1 Sieg, 2 Unentschieden und 2 Niederlagen konnte man sich als Gruppenfünfter nicht für die WM qualifizieren.
- 1986 – nicht teilgenommen
- 1990 – In der Qualifikation zur WM 1990 in Italien traf man in der 1. Runde auf Guatemala und schied mit 0:1 und 1:1 aus.
- 1994 – In der Qualifikation zur WM 1994 zog man sich nach der Auslosung zurück, wodurch der Gegner aus St. Vincent kampflos die nächste Runde erreichte.
- 1998 – In der Qualifikation zur WM 1998 in Frankreich traf man in der Karibikzone 1 der Vorrunde erst auf die Kaimaninseln und setzte sich mit 1:0 und 5:0 durch. Danach musste man gegen Haiti antreten und konnte sich auch dort mit 6:1 und 1:1 durchsetzen. In der Gruppe 2 der Halbfinalrunde trat man gegen Kanada, El Salvador und Panama an. Nach 1 Sieg und 5 Niederlagen schied man jedoch als Gruppenletzter aus.
- 2002 – In der Qualifikation zur WM 2002 in Japan und Südkorea wurde man in der Karibikzone 1 der 1. Runde gegen die Kaimaninseln gelost und setzte sich mit 4:0 und 0:0 durch. Im Halbfinale konnte man mit 1:0 und 0:0 gegen Suriname gewinnen, verlor jedoch im Finale nach zwei 1:1-Unentschieden mit 4:5 im Elfmeterschießen gegen Barbados.
- 2006 – In der Qualifikation zur WM 2006 in Deutschland traf man in der 1. Runde auf den altbekannten Gegner von den Kaimaninseln und zog mit 2:1 und 3:0 in die 2. Runde ein. Dort schied man nach einem 2:2 und einem 1:1 auf Grund der Auswärtstorregel gegen Costa Rica aus.
- 2010 – In der Qualifikation zur WM 2010 in Südafrika traf man in der Gruppe 1 der 2. Runde auf Antigua und Barbuda und qualifizierte sich mit 4:3 und 4:0 für die 3. Runde. Dort spielte man in einer Gruppe mit den USA, Trinidad und Tobago und Guatemala. Mit nur 1 Sieg aus 6 Spielen schied man als Gruppenletzter aus.
- 2014 – In der Qualifikation zur WM 2014 in Brasilien traf man in der 3. Runde auf Honduras, Panama und Kanada. Nach nur 1 Unentschieden aus 6 Spielen schied man als Gruppenletzter aus.
- 2018 – In der Qualifikation zur WM 2018 in Russland traf die Mannschaft in der zweiten Runde im Juni 2015 auf Curaçao und verpasste aufgrund der Auswärtstorregel nach zwei Remis (0:0 und 1:1) die dritte Runde.
- 2022 – In der Qualifikation traf die Mannschaft in der ersten Runde auf die Britischen Jungferninseln, Curaçao, Guatemala und St. Vincent und die Grenadinen. Nach einem Sieg und zwei Niederlagen hatte die Mannschaft schon vor dem letzten Spiel, das gewonnen wurde, keine Chance mehr, sich für die zweite Runde zu qualifizieren.
- 2026 – In der Qualifikation traf die Mannschaft in der zweiten Runde auf Honduras, Bermuda, die Cayman Islands und Antigua und Barbuda. Kuba verlor das erste Spiel in Honduras mit 1:3. Das erste Heimspiel gegen die Cayman Islands konnte aufgrund von Visa-Problemen bei der Einreise nach Kuba nicht ausgetragen werden. Die FIFA wertete das nicht ausgetragene Spiel mit 3:0 für Kuba.[11] In Antigua und Barbuda konnten die Kubaner zwar mit 1:0 gewinnen, verloren aber das Heimspiel gegen Bermuda, ein Quasi-Endspiel um Platz 2  mit 1:2 und konnten sich damit nicht für die dritte Runde qualifizieren.

### CONCACAF Meisterschaft

#### CONCACAF-Nations-Cup
Ab 1973 diente das Turnier auch als WM-Qualifikation.
- 1963 und 1965 – nicht teilgenommen
- 1967 – nicht qualifiziert
- 1969 – nicht teilgenommen
- 1971 – 4. Platz
- 1973 – nicht teilgenommen
- 1977 – nicht qualifiziert
- 1981 – 5. Platz
- 1985 – nicht teilgenommen
- 1989 – nicht qualifiziert

#### CONCACAF Gold Cup
- 1991 – zurückgezogen
- 1993 – nicht teilgenommen
- 1996 – nicht qualifiziert
- 1998 – Vorrunde
- 2000 – nicht qualifiziert
- 2002 – Vorrunde
- 2003 – Viertelfinale
- 2005 – Vorrunde
- 2007 – Vorrunde
- 2009 – zurückgezogen
- 2011 – Vorrunde
- 2013 – Viertelfinale
- 2015 – Viertelfinale
- 2017 – nicht qualifiziert
- 2019 – Vorrunde
- 2021 – zurückgezogen
- 2023 – Vorrunde

### Karibikmeisterschaft
- 1989 bis 1990 – nicht teilgenommen
- 1991 – zurückgezogen
- 1992 – 4. Platz
- 1993 – nicht teilgenommen
- 1994 – zurückgezogen
- 1995 – 3. Platz
- 1996 – 2. Platz
- 1997 – nicht teilgenommen
- 1998 – nicht qualifiziert
- 1999 – 2. Platz
- 2001 – 4. Platz
- 2005 – 2. Platz
- 2007 – 3. Platz
- 2008 – 4. Platz
- 2010 – 3. Platz
- 2012 – Sieger
- 2014 – 4. Platz
- 2017 – nicht qualifiziert

## Rekordspieler
(Stand: 20. November 2023)
Von den derzeit aktiven Spielern haben Jorge Luis Corrales die meisten Spiele (50) bestritten sowie Maikel Reyes und Luis Javier Paradela die meisten Tore (je 9) erzielt.
| Rekordspieler | Rekordspieler       | Rekordspieler | Rekordspieler | Rekordspieler |
| Spiele        | Spieler             | Position      | Zeitraum      | Tore          |
| ------------- | ------------------- | ------------- | ------------- | ------------- |
| 126 (112)     | Yénier Márquez      | Abwehr        | 2000–2015     | 15 (13)       |
| 122 (111)     | Odelin Molina       | Tor           | 1996–2013     | 0             |
| 82 (?)        | Jaime Colomé        | Mittelfeld    | 2002–2013     | 12            |
| 74 (?)        | Alexánder Cruzata   | Abwehr        | 1996–2005     | 2             |
| 73 (?)        | Lazaro Dalcourt     | Mittelfeld    | 1995–2003     | 21            |
| 68 (?)        | Alaín Cervantes     | Mittelfeld    | 2003–2016     | 8             |
| 66 (?)        | Silvio Miñoso       | Abwehr        | 2002–2008     | 0             |
| 65 (?)        | Reysander Fernández | Abwehr        | 2003–2012     | 3             |
| 62 (≤60)      | Lester Moré         | Angriff       | 1995–2007     | 29 (27)       |

Quelle: Cuba – Record International Players auf rsssf.org
1. ↑  Inkl. Spiele und Tore gegen Französisch-Guyana, Guadeloupe, Martinique, Saint Martin und Sint Maarten, die zwar Mitglied der CONCACAF aber nicht Mitglied der FIFA sind und daher von der FIFA nicht berücksichtigt werden. (Von der FIFA anerkannte Spiele und Tore in Klammern, wenn abweichend.)

## Bekannte Spieler
- Alberto Delgado (* 1978)
- Tomás Fernández
- Rey Ángel Martínez (* 1980)
- Carlos Oliveira
- Lázaro Alfonso Prats (* 1981), 13-maliger Nationalspieler, Halbprofi in Deutschland[13]
- Dany Quintero (* 1984)
- Héctor Socorro
- Juan Tuñas (1917–2011)
- Kelvin Alfonso Macey Martínez
- Lautaro Ulloa Ferreira, 2-maliger Nationalspieler, Halbprofi in Deutschland[14]

## Trainer
- William Bennett (1996–2000)
- Miguel Company (2000–2004)
- Luis Armelio García (2004–2006)
- Raúl González Triana (2006–2008)
- Reinhold Fanz (2008)
- Raúl González Triana (2008–2012)
- Alexander González (2012)
- Wálter Benítez (2012–2015)
- Raúl González Triana (2015–2016)
- Julio Valero (2016)
- Raúl Mederos (2016–2019)
- Pablo Elier Sánchez (seit 2019)